# Hara Patnaik
Hara Patnaik (ur. 12 października 1958 w Cuttack, zm. 13 stycznia 2015 w Bhubaneswarze) – indyjski aktor, reżyser i scenarzysta filmowy.

## Filmografia

### Aktor
- Sahari Bagha, 1985
- Kapala Likhana, 1991
- Rakhile Siba Mariba Kie, 1994
- Paradesi Babu , 1999
- Mo Kola To Jhulana, 2001
- Sindura Nuhein Khela Ghara , 2002
- Agni Parikshya, 2005
- Kurukshetra, 2009
- To Akhire Mun, 2010
- Omm Sai Ram, 2012

### Reżyser
- Daiba Daudi, 1990
- Suhaga Sindura, 1996
- Nari Bi Pindhipare Rakta Sindura, 1997
- Paradesi Babu, 1999
- Ae Jugara Krushna Sudama, 2003
- Barsa My Darling, 2004
- Arjun, 2005
- Thank You Bhagban , 2006
- Romeo - The Lover Boy, 2009
- Omm Sai Ram, 2012